# Pedro Cerón
Pedro Cerón (Corona de Castilla 1492 - San Salvador, Reino de Guatemala 1570s) fue un militar español que participó en la conquista de los actuales países de Honduras y El Salvador, en este último sería uno de los refundadores de la villa de San Salvador, en donde ocuparía diversos cargos concejiles.

## Biografía
Pedro Cerón nacería en un lugar indeterminado de la Corona de Castilla de la Monarquía Hispánica en el año de 1492. Varios años después se embarcaría al continente americano donde llegaría a la gobernación de Nueva España para el año de 1523.
Fue uno de los soldados rasos que Hernan Cortés asignó a la expedición, que en 1524, Cristóbal de Olid conduciría por vía marítima hacia la gobernación del golfo dulce o de las hibueras (la actual Honduras). Por lo que sería testigo de la fundación de la villa del Triunfo de la Cruz, de cuando Olid decidió desligarse de Cortés, el naufragio y posterior captura de Francisco de las Casas, cuando Olid se trasladó a la población indígena de Naco y la captura de Gil González Dávila, y de la ejecución de Cristóbal de Olid por parte de Dávila y de las Casas. Posteriormente formó parte de los 80 soldados que liderados por el maestre de campo Pedro de Briones que se desplazaron hacia la gobernación de Guatemala.
En el territorio de la gobernación guatemalteca participaría en la guerra contra los cakchiqueles , y posteriormente formó parte de la expedición liderada por Diego de Alvarado en 1528 que finalizó la conquista del Señorío de Cuscatlán y refundó la villa de San Salvador.
En los años de 1529 y 1530 fue uno de los regidores de la villa de San Salvador; ese mismo año de 1530 fue junto al capitán Luis de Moscoso a la conquista del territorio del Popocatepet (actual zona oriental salvadoreña) y la Fundación de la Villa de San Miguel de la Frontera; luego de ello volvió a la provincia de San Salvador donde para 1532 tenía por encomienda las dos terceras partes del pueblo de Metapán.
En 1537 fue uno de los alcaldes ordinarios de San Salvador. Posteriormente en 1540 formó parte de la expedición liderada por el capitán Cristóbal de la Cueva que fundó la villa de Jérez de la Choluteca; ese mismo año contraería matrimonio con Isabel de Quiñónez, con quien tubo dos hijos y tres hijas. En 1541 volvería a ser alcalde ordinario de San Salvador; para 1548 era encomendero de las poblaciones de Xalocinagua (actualmente extinta, y que estaba ubicada al sureste de la actual población de San Juan Talpa), Texistepeque y Metapán.
El 16 de febrero de 1558 realizó probanza de méritos ante el alcalde ordinario Juan de Tovar; en 1562 sería nuevamente alcalde ordinario de San Salvador. El 3 de marzo de 1572 realizó una segunda probanza de méritos ante los alcaldes ordinarios Gómez Díaz de la Reguera y Blas Córdova; probablemente fallecería poco tiempo después.